# Chanova–Lamova reakce
Chanova–Lamova párovací reakce je křížová párovací reakce arylboronových kyselin s alkoholy nebo aminy za vzniku příslušných sekundárních arylaminů nebo aryletherů.
Jako katalyzátory se používají komplexy mědi a reakci lze provést za přítomnosti vzduchu při pokojové teplotě. Častěji používaná Buchwaldova–Hartwigova aminace bývá katalyzována palladiem.

## Historie
Dominic Chan, David Evans a Patrick Lam vydaly své články téměř současně; mechanismus však dlouho nebyl znám.

## Mechanismus
Zkoumání mechanismu této reakce komplikuje nestabilita měditých činidel a vícesložkovost reakce.
 Během reakce se tvoří arylové komplexy mědi. CuIII-arylalkoxidové nebo CuIII-arylamidové meziprodukty vstupují do redukční eliminace za vzniku aryletherů či arylaminů:
Ar-Cu(III)-NHR-L2 → Ar-NHR + Cu(I)L2
Ar-Cu(III)-OR-L2 → Ar-OR + Cu(I)L2

## Příklad
Níže je uveden příklad Chanovy–Lamovy reakce při přípravě biologicky aktivní látky:
Sloučenina 1, pyrrol, reaguje s arylboronovým esterem, 2, za vzniku produktu 3, který se poté mění na výslednou sloučeninu 4. Nitrilová skupina sloučeniny 2 nenarušuje funkci katalyzátoru. Při této reakci se používá pyridinový ligand. Je zde dlouhý reakční čas, okolo tří dnů, ovšem reakce může probíhat na vzduchu za pokojové teploty a výtěžnost dosahuje 93 %.